# Goa Shipyard

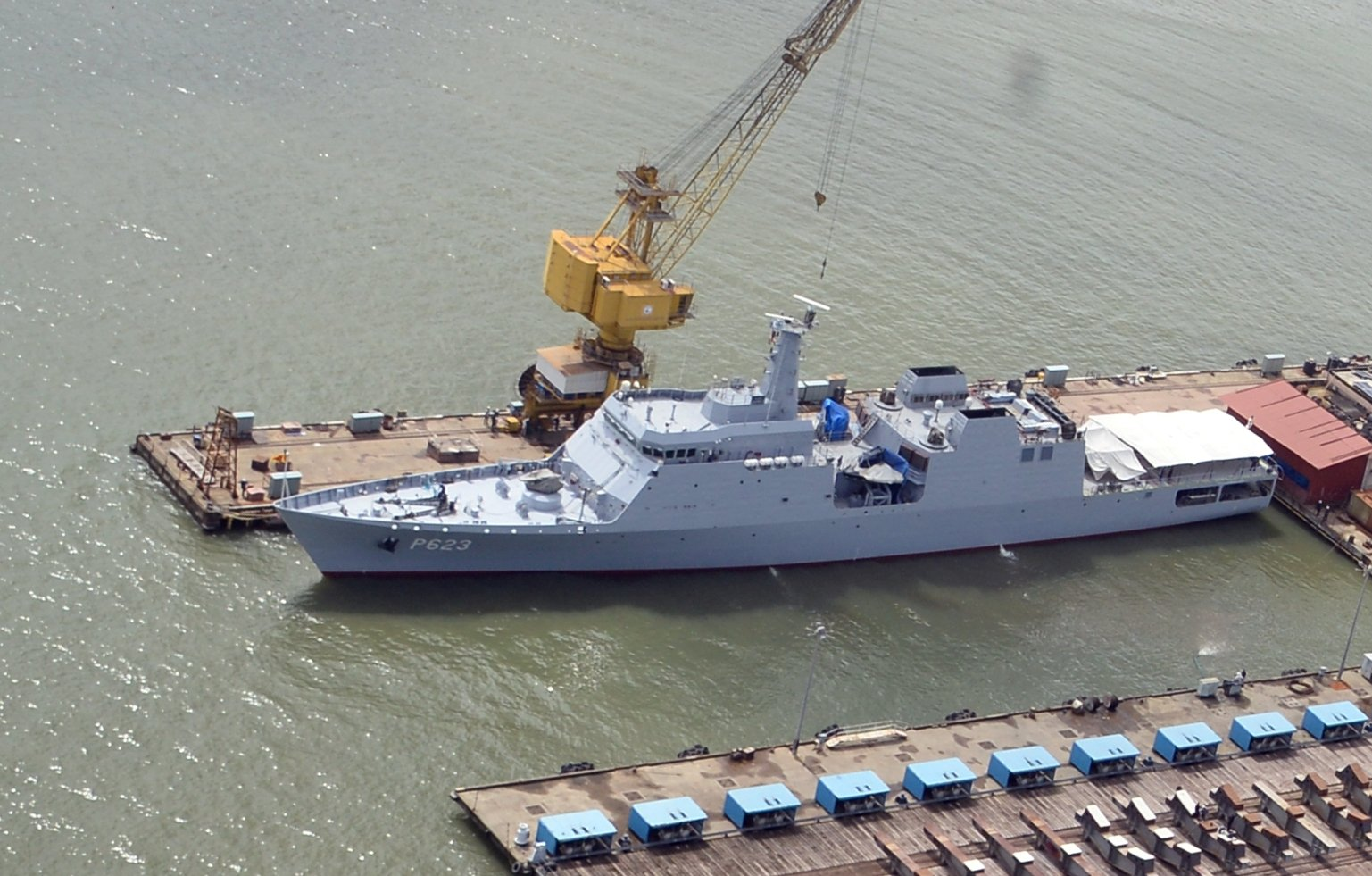
SLNS Sayurala à Goa Shipyard.

Goa Shipyard Limited (GSL) est une entreprise de construction navale appartenant au gouvernement indien située sur la côte ouest de l'Inde à Vasco da Gama, à Goa. Il a été créé en 1957, à l'origine par le gouvernement colonial portugais en Inde sous le nom de « Estaleiros Navais de Goa », pour la construction de barges destinées à l'industrie minière en pleine croissance de Goa, qui a décollé après l'établissement du blocus indien de Goa en 1955. À la suite de la défaite du Portugal et de sa capitulation inconditionnelle face à l'Inde après l'annexion indienne de Goa en 1961, il fut réquisitionné pour la fabrique de navires de guerre pour la marine indienne et les garde-côtes indiens.
GSL poursuit une modernisation de son chantier pour s'adapter aux dernières technologies en matière de construction navale. À cette fin, elle négocie un accord de collaboration avec des constructeurs navals de renom. À ce jour, l'entreprise a construit 167 navires, dont des barges, des remorqueurs, des péniches de débarquement, des patrouilleurs offshore et d'autres navires pour la marine et les garde-côtes indiens et pour l'exportation vers des pays comme le Yémen.
Une nouvelle cale de halage a été mise en service pour effectuer d'importants travaux de réparation des navires dans la zone de la cale sèche. Un simulateur de contrôle des avaries et deux grues relevables à double flèche pour le levage de charges lourdes ont été construits.